# حزب الحوار الوطني
حزب الحوار الوطني هو حزب علمانية\ لبناني حزب سياسي أسسه فؤاد مخزومي في عام 2004.

## أنشطة الحزب
يقول المخزومي أن الاعتقاد الأساسي هو أن "الشعب اللبناني يستحق حكومة حرة وديمقراطية تلبي احتياجاتها." لذلك، يرى الحزب ضرورة القيام بالإصلاحات الانتخابية اللازمة لتكون على أسس الديمقراطية، الشفافية في الحكومة،العلمانية و التمثيل النسبي. ويعتقد الحزب أن حرب عام 2006 بين إسرائيل وحزب الله رفعت مكانة حزب الله في لبنان التي آدت إلى زعزعة استقرار الحكومة الديمقراطية.

## وصلات خارجية
- مقابلة مع فؤاد مخزومي في برنامج الطبعة المتأخرة مع وولف بليتزر بث 21 أيلول / سبتمبر 2003. تمت أرشفته من قبل دانيال بايبس.